# Cordon de sonnette
Ne doit pas être confondu avec Sonnette de table ou Sonnette (porte).

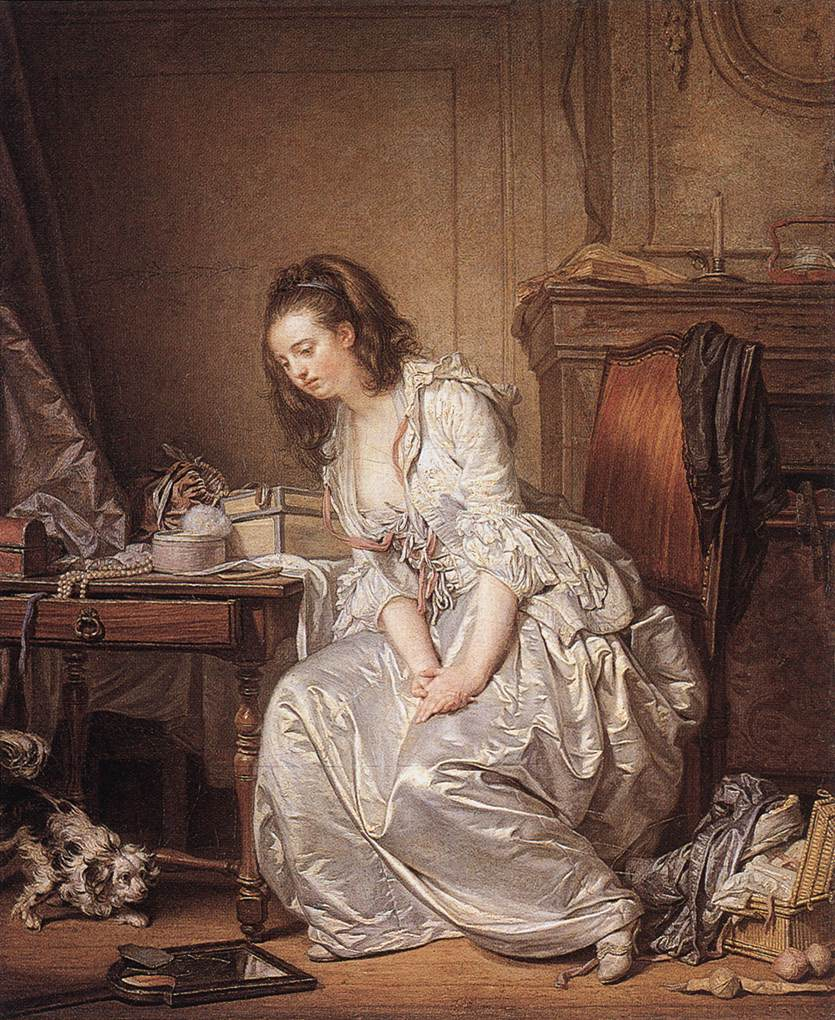
Le tableau de Jean-Baptiste Greuze, Le Miroir brisé, présente en arrière plan, à gauche de la cheminée, un cordon de sonnette

Le cordon de sonnette (ou cordon à clochette) est un simple câble, rattaché à une clochette, qui peut, pour des raisons esthétiques quand il est situé en intérieur, se présenter sous la forme d'une large pièce d'étoffe tressée ou en ruban. Ce cordon, à usage purement mécanique, permet aux maîtres de maison d’appeler les domestiques ou aux visiteurs de signaler leur présence afin d'être introduit dans une demeure.
D'usage courant dès la seconde moitié du XVIIIe siècle et au XIXe siècle, le cordon de sonnette a fini par disparaitre progressivement, notamment après l'apparition de l'électricité.

## Présentation
Le cordon de sonnette d'intérieur se présente sous la forme d'un simple cordon, voire d'une tresse de cordelettes ou plus souvent d'une pièce d'étoffé destinée à être tiré par le maître de maison ou les membres de sa famille afin de faire appel à un membre du personnel ancillaire de la maison. L’une des extrémités de ce cordon est reliée à une tringle qui est elle-même reliée à une sonnette (ou clochette) située dans l’office des domestiques.

## Histoire
Au cours du XVIIIe siècle, en Angleterre, un système de clochettes activées par des fils tendus tout au long de les maisons cossues fait son apparition. Ce système de fils fonctionne par l'installation de fils passant à l'intérieur de tuyaux de cuivre, et reliés par des leviers et des poulies. Un maître qui se tient dans une des pièces de la maison va, en tirant sur un câble ou un cordon, actionner une clochette placée dans l'office des domestiques. Cet usage va se perfectionner au fil du temps et chaque câble reliant chaque pièce de la maison entrainera l'apparition de panneau de sonnettes. Avec l’arrivée de l’électricité, à la fin du XIXe siècle, les panneaux de sonnettes se perfectionnent et entrainent progressivement la disparition du cordon.

## Dans la culture populaire

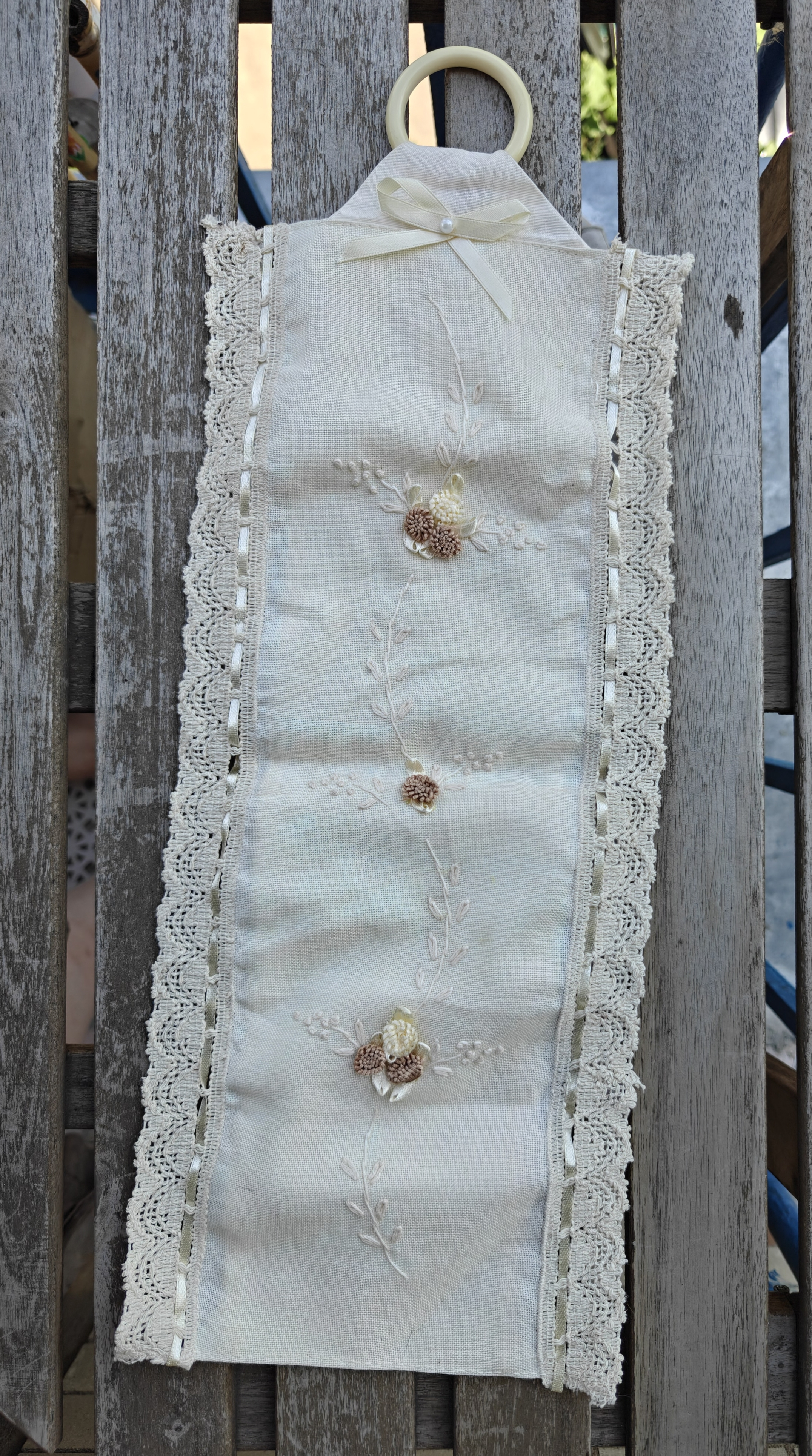

### Expression populaire
L'expression à connotation triviale « Je ne t'ai pas sonné ! » ou « On ne vous pas sonné ! » remonte à l'époque où les personnes fortunées tiraient sur ce type de cordon afin d'appeler leur servante ou leur valet, depuis n'importe quelle pièce de la maison, voire même de leur lit. Utilisée aujourd'hui, cette expression a une signification plutôt méprisante.

### Dans la littérature
Dans son œuvre autobiographique Mémoires d'outre-tombe, François-René de Chateaubriand évoque cet ustensile à usage ancillaire : 
« Madame [La Dauphine] tira la sonnette dont le cordon descendait derrière le sofa. Un valet de chambre vint, reçut les ordres et dressa l’appareil sur le palier, à la porte du salon. Madame se leva et nous allâmes au réchaud. »

Dans son essai sur Le Rire, le philosophe français Henri Bergson évoque le terme de « cordon de sonnette » dans la page 42 de son ouvrage comme exemple d'un geste comique
« Mais, si l’imitation des gestes est déjà risible par elle-même, elle le deviendra plus encore quand elle s’appliquera à les infléchir, sans les déformer, dans le sens de quelque opération mécanique, celle de scier du bois, par exemple, ou de frapper sur une enclume, ou de tirer infatigablement un cordon de sonnette imaginaire »
Dans sa nouvelle fantastique, La Vénus d'Ille, l'auteur français Prosper Mérimée, écrite en 1835, le texte évoque Madame Alphonse se pendant à la sonnette située près de son lit. Cette phrase signifie en fait que madame Alphonse tire très fort le cordon de sonnette afin d'appeler les domestiques,.
Dans sa nouvelle à connotation romantique Le Petit Chien de la marquise, l'écrivain français Théophile Gautier narre dés le début de son chapitre VII, le geste de son personnage le duc Alcindor qui « ne pouvait souffrir le moindre retard, il se pendit des deux mains au cordon de la sonnette qui se rompit... » Il est également précisé dans le même chapitre que ce cordon est constitué de moire.
Ce terme est également évoqué dans un roman de George Sand, Le Piccinino, écrit en 1847. Eugène Sue l'emploie, quelques années plus tard, dans son roman Le Diable médecin (1854-1857).

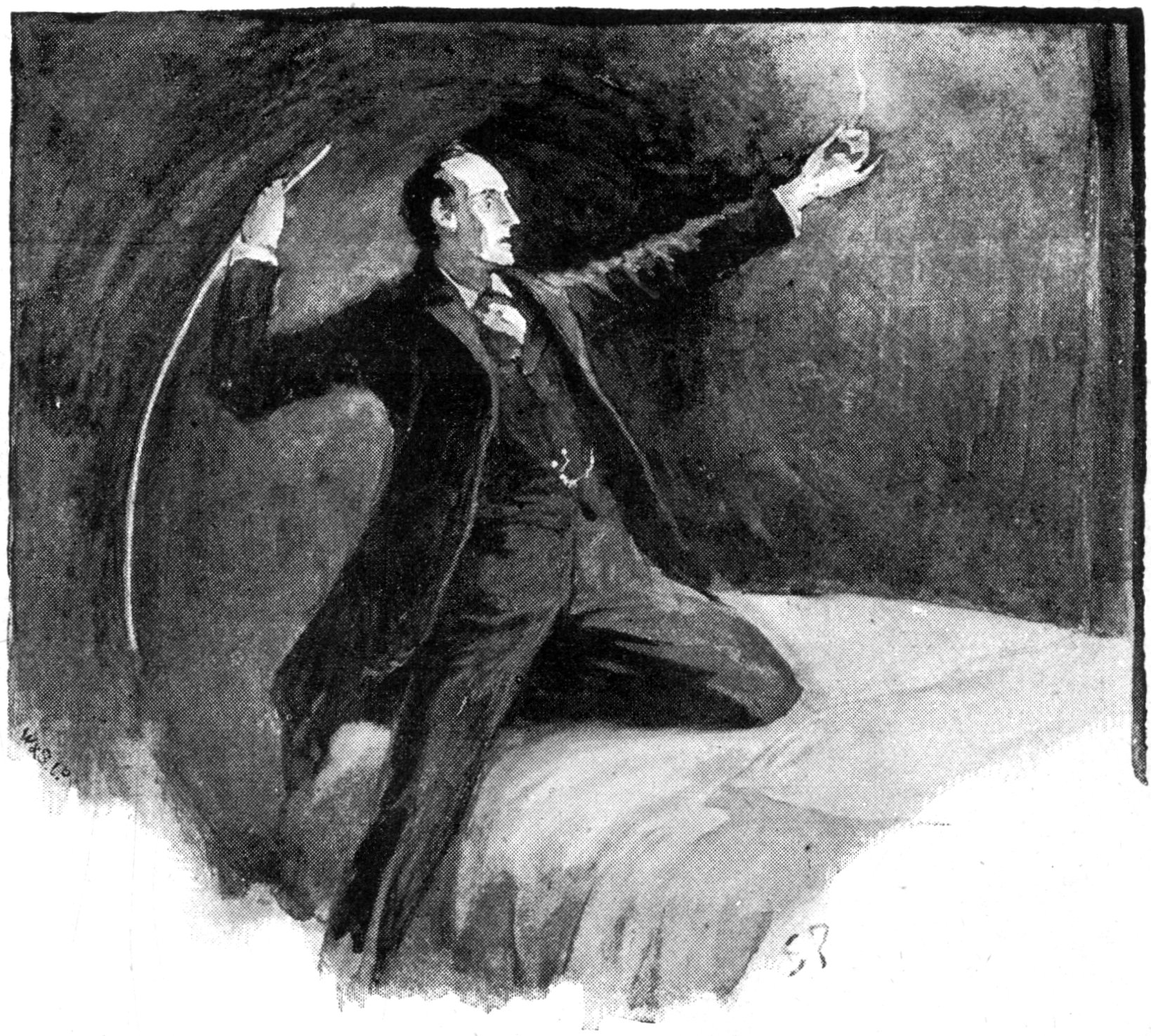
Extrait du roman Le Ruban moucheté : « Alors soudain, un autre bruit se fit entendre : un son très léger, très doux, quelque chose comme un petit jet de vapeur qui s’échappe d’une bouilloire. Au moment où nous l’entendîmes, Holmes sauta du lit, gratta une allumette et frappa de son jonc avec fureur le cordon de sonnette. »

Durant une enquête de Sherlock Holmes, écrite par l'auteur britannique Sir Arthur Conan Doyle, intitulée Le Ruban moucheté (paru en 1892) une l'énigme policière liée à la mort de Julia Stoner, la belle-fille du Dr Roylott, le cordon de sonnette installé dans la chambre de la victime aura une grande importance dans le déroulement du crime ainsi que dans son élucidation.